# Gobius vittatus
Gobius vittatus е вид бодлоперка от семейство Попчеви (Gobiidae). Видът не е застрашен от изчезване.

## Разпространение и местообитание
Разпространен е в Албания, Босна и Херцеговина, Гибралтар, Гърция (Егейски острови и Крит), Израел, Испания (Балеарски острови и Северно Африкански територии на Испания), Италия (Сардиния и Сицилия), Мароко, Монако, Палестина, Словения, Турция, Франция (Корсика), Хърватия и Черна гора.
Обитава пясъчните дъна на морета. Среща се на дълбочина от 15 до 85 m.

## Описание
На дължина достигат до 5,8 cm.
Популацията на вида е стабилна.